# Otto Pöggeler
Otto Pöggeler (Attendorn, 12 dicembre 1928 – Bochum, 10 dicembre 2014) è stato un filosofo tedesco.
È tra i principali rappresentanti della filosofia ermeneutica. I suoi studi sono rivolti alla filosofia di Hegel e dell'idealismo tedesco, alla fenomenologia, alla filosofia ermeneutica, alla teoria delle scienze umane, alla filosofia pratica e alla filosofia dell'arte. Dal 1968 al 1994 è stato direttore dello Hegel-Archiv di Bochum.

## Opere
- Hegels Kritik der Romantik (1956, 1999)
- Der Denkweg Martin Heideggers (1963)
- Philosophie und Politik bei Heidegger (1972)
- Hermeneutische Philosophie (1972)
- Hegels Idee einer Phänomenologie des Geistes (1973)
- Fragen der Forschungspolitik (1980)
- Heidegger und die hermeneutische Philosophie (1983)
- Die Frage nach der Kunst. Von Hegel zu Heidegger (1984)
- Spur des Worts: zur Lyrik Paul Celans (1986)
- Heidegger und die praktische Philosophie (1988)
- Phänomenologie im Widerstreit: zum 50. Todestag Edmund Husserls (1989)
- Neue Wege mit Heidegger (1992)
- Schritte zu einer hermeneutischen Philosophie (1994)
- Lyrik als Sprache unserer Zeit? Paul Celans Gedichtbände (1998)
- Heidegger in seiner Zeit (1999)
- Der Stein hinterm Aug: Studien zu Celans Gedichten (2000)
- Bild und Technik: Heidegger, Klee und die moderne Kunst (2002)
- Schicksal und Gedichte: Antigone im Spiegel der Deutungen und Gestaltungen seit Hegel und Hölderlin (2004)
- Hegel-Studien (dal 1961)

## Omaggi
- Philosophie und Poesie. Otto Pöggeler zum 60. Geburtstag (1988)
- Idealismus mit Folgen. Die Epochenschwelle um 1800 in Kunst und Geisteswissenschaften. Festschrift zum 65. Geburtstag von Otto Pöggeler (1994)
- Metaphysik der praktischen Welt: Perspektiven im Anschluss an Hegel und Heidegger (2000)
- Kultur - Kunst - Öffentlichkeit: philosophische Perspektiven auf praktische Probleme. Fetschrift für Otto Pöggeler zum 70. Geburtstag (2001)

## Traduzioni
- Hegel, l'idea di una fenomenologia dello spirito, Napoli, Guida, 1986.
- Il cammino di pensiero di Martin Heidegger, Napoli, Guida, 1991.
- Heidegger e la filosofia ermeneutica, Roma, L'officina tipografica, 1994.
- Europa come destino e come compito: correzioni nella filosofia ermeneutica, Milano, Guerini, 2008.